# موابي موسوندا
موابي موسوندا (بالاسبانية: Mwape Musonda.) (مواليد 8 نوفمبر 1990 في زامبيا) لاعب كرة قدم زامبي لعب سابقاً لصالح نادي الساحل السعودي ونادي حتا الإماراتي في مركز الهجوم .

## روابط خارجية
- موابي موسوندا على موقع ناشيونال فوتبول تيمز (الإنجليزية)
- موابي موسوندا على موقع Soccerway.com (الإنجليزية)